# كولونز لا روج
كولونز لا روج هي بلدة تقع في إقليم كوريز في آكيتين الجديدة،فرنسا.